# عثمان کولیبالی
شهید محمد حسن مزیدی شهید «محمدحسن مزیدی عزآبادی»
محمدحسن مزیدی عزآبادی فرزند «اسدالله» در روز اوّل آبان ۱۳۴۸ در «عزآباد» یزد و در خانواده‌ای زحمتکش، کشاورز، دیده به جهان گشود. روز‌ها را به کودکی و بازی در خانه‌ای محقّر با مادری که پاهایش فلج بود پشت سر گذاشت. مادر به همراه پدر، او را شب‌های زیادی به مجلس اباعبدالله الحسین (ع) بردند تا او انس و الفتی خاص به عزاداری و نوحه خوانی گرفت.
در ۶ سالگی پا به مدرسه گذاشت و ۵ سال دوره ابتدای را در دبستان معزّی گذراند. از آن به بعد او علاقه‌ای به درس نشان نداد و در کار‌های کشاورزی و دامداری مختصری که داشتند کمک کار پدر بود و بعد به کارگری و سرانجام کارگر کارخانه شد. در سال‌های اوّل انقلاب نوجوانی ۱۲ ساله بود. با شروع جنگ تحمیلی استکبار جهانی به وسیله عروسک کوکی‌اش صدام عفلقی، پا به بسیج گذاشت و با آموزش نظامی و حضور در پایگاه، تحوّلی دیگر در خود ایجاد کرد، او ساده و بی ریا، خنده رو و خوش اخلاق بود.
با همه دوست و صمیمی بود. نسبت به دیگران پیش سلام بود، زمانی که در بین رزمندگان مشغول خدمت بود خستگی را شرمنده کرده بود. هر کاری که به او سپرده می‌شد از دل و جان می‌پذیرفت. چندین ماه در جنوب و در تیپ پیروز الغدیر در لجستیک و در موقعیت‌های مختلف خدمتگزار رزمندگان بود. زمانیکه نیرو‌ها به غرب مأموریت یافتند در رساندن مایحتاج رزمندگان از موقعیت تا بالاترین نوک قله با تمام توان و در شرایط سخت و طاقت فرسا از هیچ کوششی دریغ نمی‌ورزند.
او مدت یکسال در لباس خاکی بسیج، خود را وقف کرد. سرانجام دوم مرداد ماه ۱۳۶۶ در جبهه سردشت در حال رساندن نیاز رزمندگان با اصابت ترکش به گردن شربت گوارای شهادت را نوشید و به آرزوی دیرینه خود رسید. پیکر پاکش را در حسینیه طغاره بند عزآباد به خاک سپرده شد؛ و این است معنای آیه قرآن که خداوند فرمود: گمان مبرید کسانیکه در راه خدا کشته می‌شوند مرده اند بلکه زنده اند و در نزد پروردگار شان روزی می‌خورند.
او در ابتدای شهادت به خواب یکی از اطرافیان می‌آید و به او می‌گوید، من فلان مبلغ پول از کار خود دارم و نزد فلانی است، همان پول خودم در مراسمم خرج کنید. پس از گذشت ۱۶ سال از شهادتش، باز به خواب یکی از اطرافیان می‌آید و می‌گوید: به حقوقی که بابت من گرفته اید و با آن مراسم یاد بودم را سالی پنج شب روضه خوانی می‌کنید خمس تعلق گرفته، شما بروید و خمس آن را بپردازید.
حقوقی که بابت او به پدر و مادرش تعلق می‌گرفته، پدر و مادرش اصلاً از آن استفاده نمی‌کردند و دفترچه حساب نزد یکی از برادران اوست و این مبلغ را یکسال یکبار برای مراسم او برداشت می‌کرده و وقتی که از آن مبلغ اضافی آمده و در سال بعد هم در حساب بوده، شهید به آن‌ها می‌گوید خمس پول مراسم مرا بدهید و خداوند ما را عامل به دستورات خود قرار دهد و ادامه دهنده راه آنان،‌ای حسن هنوز پس از ۱۸ سال که مراسم سالگردت را در منزل مادرت روضه خوانی می‌کنند و یا زمانی که بر سر تربتت مراسم روضه خوانی بر پاست پدرو مادرت بلند بلند در سوگ ابا عبد الله و بیاد تو می‌گریند خوشا بحالت.